# Eutropius (sử gia)
Flavius Eutropius là một nhà sử học La Mã cổ đại sống vào khoảng nửa cuối thế kỷ 4. Ông từng giữ chức thư ký magister memoriae ở Constantinopolis và chấp chính quan cùng Valentinianus II vào năm 387, rồi được đi theo Hoàng đế Julianus (361-363) trong cuộc chinh phạt chống lại người Ba Tư vào năm 363, ông còn sống tới tận thời Valens (364-378), vị hoàng đế mà ông đã dâng cuốn Breviarium historiae Romanae (Lược sử La Mã) và cũng từ đó không còn tung tích gì về ông nữa.
Breviarium historiae Romanae là một bản tóm tắt đầy đủ gồm 10 tập nói về lịch sử La Mã từ khi thành lập thành phố cho đến lúc Valens lên ngôi. Bộ sử được biên soạn với sự khổ công thu thập từ các nguồn tài liệu được sử dụng tốt nhất và được viết chung với một văn phong rõ ràng và đơn giản mang tính vô tư. Mặc dù tiếng Latinh trong một số trường hợp khác được lấy từ những tấm gương đức hạnh, tác phẩm vẫn là bộ sách dành cho cấp tiểu học được yêu thích trong một thời gian dài. Giá trị độc lập của nó tuy nhỏ, nhưng đôi khi nó lấp đầy một khoảng trống mà các nguồn sử liệu có căn cứ xác đáng còn thiếu sót. Đối với những phần đầu trong tác phẩm của mình, Eutropius còn chịu ảnh hưởng từ bộ lược sử của Livy; với những phần sau này, ông chuyển sang sử dụng Enmannsche Kaisergeschichte nay đã thất truyền để tham khảo. Breviarium còn được nhà sử học thời Trung Cổ Paulus Diaconus mở rộng và viết tiếp đến đến thời Justinianus; bộ sử lần lượt được các nhà sử học về sau mở rộng thêm như Landolfus Sagax (khoảng 1000) và viết tiếp đến đến thời của hoàng đế Leo xứ Armenia (813-820) trong Historia Miscella.
Ngoài ra còn các bản dịch tiếng Hy Lạp của Paeanius (khoảng 380) và Capito Lycius (thế kỷ 6), các bản dịch trước đây là còn tồn tại trong một trạng thái gần như vẹn toàn. Bản dịch tốt nhất của Eutropius là của H. Droysen năm 1879, bao gồm các bản dịch tiếng Hy Lạp và các bản dịch bổ sung của Paulus Diaconus và Landolfus. Có rất nhiều phiên bản và bản dịch tiếng Anh.